# سیارک ۴۱۰۶
سیارک ۴۱۰۶ (به انگلیسی: 4106 Nada، نامگذاری:1989EW) چهار هزار و صد و ششمین سیارک کشف شده‌است که در ۶ مارس ۱۹۸۹ کشف شد.
قدر مطلق سیارک برابر ۱۲٫۰۰ است.